# Das Glück der großen Dinge
Das Glück der großen Dinge (Originaltitel: What Maisie Knew) ist ein US-amerikanischer Spielfilm von Scott McGehee und David Siegel aus dem Jahr 2012. Das Kinodrama basiert auf dem Roman Was Maisie wusste (1897) von Henry James. Der Film stellt aus dem Blickwinkel der kleinen Maisie, gespielt von Onata Aprile, die Scheidung ihrer Eltern dar. Die Geschichte wurde in das heutige New York verlegt.

## Handlung
Am Anfang scheint die Welt noch in Ordnung; Mutter Susanna singt ihre Tochter Maisie in den Schlaf. Doch schon die nächste Szene skizziert die Tragik eines Kindes, welches offensichtlich daran gewöhnt ist, Zeuge der lautstarken Streitereien seiner Eltern zu sein. Die ehemals berühmte Rocksängerin, mit dem Niedergang ihrer Karriere hadernd, und der britische Kunsthändler Beale, dessen Geschäfte schlecht laufen, tragen ihre Eheprobleme rücksichtslos vor dem Kind aus. Maisie, eine aufgeweckte Sechsjährige, scheint damit klarzukommen; farbenfroh als kleiner Löwe verkleidet, springt sie in der Wohnung herum, holt selbstständig das Geld für den Pizza-Boten und wird von ihrem liebevollen Kindermädchen Margo auf die Terrasse geführt, wo sie eine Runde TicTacToe auf dem Pizzakarton vorschlägt. Auch am nächsten Abend ist das Kind auf sich allein gestellt, schmiert sich ein Erdnussbuttersandwich und schläft bei Cola und Chips vor einer Tierdokumentation ein.
Schließlich verlässt der Vater seine Familie und daraufhin tauscht seine Frau das Schloss der Wohnung aus; sie feiert bis in die Nacht die neue Freiheit mit ihren Musikerkollegen. Maisie darf sich einen Übernachtungsgast, ihre Freundin Zoe, einladen und mitmachen. Als Fledermaus fliegt, hüpft und tanzt sie ausgelassen zu der Musik ihrer Mutter durch die Zimmer. Ihre Freundin Zoe ist überfordert, weint und muss schließlich von ihrem Vater abgeholt werden. Maisies Welt ist nicht einfach zu ertragen. Dann geht es eines Morgens ins Gericht, das ahnungslose Kind wird von einer Richterin befragt und es kommt zur Scheidung der Eltern; aber für Maisie wird es nun schlimmer, denn ihre Eltern streiten jetzt um sie. Keine Frage, sie lieben ihre Tochter, aber eben noch mehr sich selbst. Für Vorteile bei dem Sorgerechtsstreit verheiraten sich Beale und Susanna schnell erneut, der Vater mit dem Kindermädchen Margo, die Mutter mit dem verträumten Barkeeper Lincoln. Maisie nimmt es hin, akzeptiert es, wie alles, was ihre Eltern tun. Sie stellt ihren neuen Stiefvater Lincoln, den sie schnell lieb gewinnt, stolz in der Schule vor; Margo war schon immer eine wichtige Vertraute des Kindes. Während Beale und Susanna in einem grenzenlosen Egoismus bald wieder ihren Karrieren den Vorrang geben, wird Maisie immer öfter bei Margo oder Lincoln abgeladen. Das erweist sich für das Kind als Glück, denn beide schließen das Mädchen in ihr Herz – und dabei kommen auch sie sich näher.
Während Maisies Mutter eigentlich auf Tour ist, laufen ihr Margo, Lincoln und Maisie über den Weg. Nach einem Streit, bei welchem Susanna den beiden vorwirft, ihr ihre Tochter wegzunehmen, macht Lincoln ihr klar, dass es zwischen den beiden aus ist und bringt es Susanna gegenüber auf den Punkt: „Du hast sie nicht verdient.“
Am Ende „rettet“ Margo Maisie aus der immer grotesker werdenden Situation verantwortungslosen Eltern ausgeliefert zu sein und fährt mit dem Kind in ein idyllisches Haus am Meer, Lincoln schließt sich ihnen an und alle drei leben dort wie eine kleine Familie zusammen. Als Susanna vorbeikommt und Maisie mit auf ihre Tour nehmen möchte, den Tourbus voller Geschenke, schüttelt das Mädchen zum ersten Mal mit dem Kopf. Nein, sie bleibt – diesmal geht sie nicht mit. Susanna schreit ihre Tochter an. Aber als sie merkt, dass diese Angst vor ihr bekommt, wird ihr klar, dass Maisie bei Margo und Lincoln glücklich ist und sie entscheidet, dass sie noch länger bei ihnen bleiben darf.

## Kritiken
„Das Glück der großen Dinge ist weder eine herzzerreißende Scheidungstragödie à la Kramer gegen Kramer noch ein deprimierendes Sozialarbeiterdrama, das die moralische Verwerflichkeit elterlichen Fehlverhaltens an den Pranger stellt. Vielmehr atmet der Film trotz seines ernsten Themas eine Offenheit und Leichtigkeit, die dadurch entsteht, dass die Regisseure Scott McGehee und David Siegel (The Deep End) die Ereignisse konsequent aus der Perspektive des Kindes zeigen. Maisie nimmt die Konflikte der Eltern oft nur aus dem Augenwinkel wahr und die Konsequenzen des Scheidungskrieges brechen immer wieder ohne Vorwarnung über sie herein.“

„Diskret, aber ohne Zugeständnisse rühren die Regisseure Scott McGehee und David Siegel in einer kollektiven Wunde: dem leisen, aber fortwährenden Missbrauch, den Kinder erfahren, wenn sie zu Zeugen seelischer Gewalt zwischen Erwachsenen werden.“

„Ohne Kindertränen über Kinderbäckchen kullern zu lassen, schaffen es die Regisseure und Drehbuchautorinnen, dass einem das Herz zu brechen droht, wenn Maisie den Mist ihrer Eltern klaglos wegsteckt, einfach weil sie nicht anders kann: Kinder sind auf ihre Eltern angewiesen, auch Maisie muss mit dem Jetsetter-Kunsthändler-Papa und der Rockstar-Tour-Mama auskommen.“

„Das Glück der großen Dinge ist ein Meisterwerk über das gemeine Erwachsenenleben aus der Sicht eines unverdorbenen sechsjährigen Kindes, dessen Sichtweise bei Henry James so erklärt wird: ‚Maisies Unschuld ist mit Wissen gesättigt‘.“

## Festivals und Auszeichnungen
Der Film war offizieller Beitrag auf dem Toronto International Film Festival 2012. Scott McGehee und David Siegel wurden auf dem Tokyo International Film Festival 2012 für den Tokyo Sakura Grand Prix nominiert.